# 高樹千佳子のハイブリッドな週末
「高樹千佳子のハイブリッドな週末」（たかぎちかこのハイブリッドなしゅうまつ）は、2009年5月2日から2011年4月2日までTBSラジオほかJRN系列各局にて放送されていたラジオ番組。トヨタの一社提供。
2009年3月末まで放送された『片山右京のShall We Drive?〜ドライブしようよ!〜』の実質的な後継番組にあたる。なお、本番組の開始1か月前には、平日夕方に同じくトヨタ一社提供の姉妹番組『feel the mind〜最上の出会い〜』がスタートしている。

## 概要
放送開始当初は“エコカー”の代名詞的存在であるハイブリッドカー、「プリウス（PRIUS）」の3代目モデル（ZVW30型）の発売を記念したタイアップ番組としてスタートし、当時の正式な番組名称は「PRIUS Presents 高樹千佳子のハイブリッドな週末」であったが、2009年10月よりトヨタが正式な番組スポンサーとなり、現行の「TOYOTA Presents 高樹千佳子のハイブリッドな週末」へと改称された。
パーソナリティにタレントの高樹千佳子を起用し、静粛性能の高いプリウスを“移動スタジオ”として実際にドライブしながらゲストとフリートークをしていた。
通常回では、ゲストのプライベートトーク等が中心で番組の主役である「トヨタ・プリウス」の存在はやや薄くなっているものの、番組開始の1か月間はパーソナリティの高樹が新旧のトヨタ・プリウスを実際にドライブしてのインプレッションや、音楽マニアでもある高樹のおすすめドライブミュージックの紹介、そしてプリウスの開発チームによる“プリウス裏話”や、3代目プリウスの発表日には開発責任者（CE）と高樹が新型プリウスについて語り合った。
2009年10月には「feel the mind〜最上の出会い〜」でメインパーソナリティを務めていた片山右京が本番組の月間ゲストとして招かれ、翌11月には高樹が「feel the mind〜最上の出会い〜」にゲスト出演するなど、姉妹番組同士での交流が実現した。
2009年10月21日から11月4日にかけて開催された「第41回東京モーターショー」の特集番組が10月の後半2週に亘って放送された。パーソナリティの高樹がトヨタグループのブースを訪問し、展示されているコンセプトカーや市販車をレポートした。また、ショーの開催直前に発表されたトヨタの新型ハイブリッドカー「SAI」の開発責任者と高樹が「SAI」について語り合った。
2011年1月10日、番組としては最初で最後の新春特番が放送された（JRN系列のみ）。30分の延長版で「楽しく学ぼう！みんなのエコドライブ！」と題して放送された。

## 番組内容・構成
- 基本構成

2009年6月以降は高樹のオープニングトークに始まり、CMを挟んでゲストトーク→プリウス・ドライビングマップ→CM→クロージングと、基本的には「ゲストトーク」と「プリウス・ドライビングマップ」の2部構成であったが、2009年5月の全放送回と2011年3月19日以降、最終回まで単一構成となっていた。
- オープニング

パーソナリティの高樹による単独トークには、稀に公式ブログ等でも話すことの無い高樹のプライベートな一面を覗くことができたが、番組の構成上省かれることも度々あった。
- ゲストトーク

2009年6月放送分より開始。放送開始当初のゲスト出演は月間もしくは2週 - 3週ごとの出演となっていたが、2010年4月以降は月間（4回）での出演となっている。ゲストトーク時は、ゲストがプリウスをドライブし高樹は助手席でインタビュアー役を務める。ゲストのプライベートや、実際にプリウスをドライブしたインプレッションなども交えて高樹とトークを交わす。なお、2010年4月からは新たにテーマが与えられ、それに沿ってゲストと高樹がトークを交わすようになっていた。
コーナーの流れは、まずゲストによるプリウスの簡単な試乗インプレッションから始まる。だがその後はゲストのプライベートトークなどが中心であり、車（プリウス）に関する話題は少ないものの、最終週ではプリウスの印象を再びゲストが述べて終了となる。なお、本コーナーはTBSラジオでのオンエアが月に5回（土曜日が5週）の場合、うち一週（殆どは月頭か最終週）は高樹がリスナーからのメッセージを読み上げるコーナーへと変更された。
※過去の出演ゲスト
2009年
6月 細川茂樹（俳優）
7月 原田龍二（俳優）
8月 八代英輝（国際弁護士）、武田真治（俳優）
9月 北澤豪 (サッカー解説者）
10月 片山右京（レーシングドライバー、冒険家）
11月 モト冬樹（俳優、ミュージシャン）、　植草克秀（俳優、歌手）
12月 荻原次晴（スポーツキャスター）
2010年
1月 松本明子（女優、タレント）、京野ことみ（女優）
2月 袴田吉彦（俳優）、小倉久寛（俳優）
3月 つまみ枝豆（俳優・タレント）、小倉隆史(サッカー解説者）
4月 初代市川右近 （歌舞伎俳優）
5月 三倉茉奈・三倉佳奈（女優・歌手）
6月 松木安太郎（サッカー解説者）
7月 中井美穂（フリーアナウンサー）
8月 永井大（俳優）
9月 はしのえみ（タレント）
10月 錦織一清（俳優・歌手）
11月 パトリック・ハーラン（キャスター・タレント）
12月 藤田朋子（女優）
2011年
1月 さかなクン（東京海洋大学客員准教授）
2月 中田有紀（フリーアナウンサー）
3月 はなわ（お笑い芸人）

## ネット局
- 詳細は公式HPを参照。

| TBSラジオ 土曜17:00 - 17:15      | TBSラジオ 土曜17:00 - 17:15                    | TBSラジオ 土曜17:00 - 17:15    |
| 前番組                           | 番組名                                         | 次番組                         |
| -------------------------------- | ---------------------------------------------- | ------------------------------ |
| キャッチザエキサイトベースボール | TOYOTA presents 高樹千佳子のハイブリッドな週末 | 辻よしなりの「週末アソビナビ」 |